# Řád Makaria III.
Řád Makaria III. (řecky: ΤΑΓΜΑ ΜΑΚΑΡΙΟΥ Γ') je nejvyšší záslužný řád Kyperské republiky. Byl založen v roce 1991 a je pojmenován po prezidentu republiky, arcibiskupu Makariovi III.

## Historie
Řád byl založen v roce 1991 na památku prvního kyperského prezidenta a arcibiskupa v jedné osobě Makaria III. Je udílen zahraničním hlavám států a předním osobnostem za významné zásluhy pro Kyperskou republiku.

## Insignie
Řádový odznak má podobu zlaceného byzantského dvouhlavého orla korunovaného červeně smaltovanou korunou. V drápech pravé nohy svírá kříž a v drápech levé nohy jablko. Uprostřed orlí hrudi je červeně smaltovaný oválný medailon s úzkým vlnitým zlaceným lemem. Uvnitř medailonu je pozlacený portrét Makaria III. Rubová strana odznaku je hladká. Ke koruně je připojen jednoduchý kroužek, kterým je odznak zavěšen na stuze.
Řádový řetěz se skládá ze sedmnácti pozlacených kulatých medailonů, které jsou mezi sebou spojeny dvojitým řetízkem tvořeným drobnými kroužky. Uprostřed medailonů je vyobrazen řádový odznak. Ve spodní části je mezi medailony vložen řádový odznak.
Řádová hvězda je osmicípá s řádovým odznakem uprostřed. V případě velkokříže je zlacená a v případě velkodůstojníka stříbrná.
Stuha z hedvábného moaré je modrá s žlutým pruhem na obou okrajích.

## Třídy
Řád je udílen v šesti řádných třídách:
- velký řetěz – Řádový řetěz se nosí kolem krku.
- velkokříž – Řádový odznak se nosí na široké stuze spadající z pravého ramene na levý bok. Řádová hvězda se nosí na levé straně hrudi.
- velkodůstojník – Řádový odznak se nosí na stuze kolem krku. Řádová hvězda se nosí na levé straně hrudi.
- komtur – Řádový odznak se nosí na stuze kolem krku. V této třídě již řádová hvězda k insigniím nenáleží.
- důstojník – Řádový odznak se nosí zavěšený na stuze s rozetou na levé straně hrudi.
- rytíř – Řádový odznak se nosí zavěšený na stuze bez rozety na levé straně hrudi